# Flemming Rose
Pour les articles homonymes, voir Rose.
Flemming Rose est un journaliste danois né le 11 mars 1958. Il est à l'origine de la crise internationale des caricatures de Mahomet.
Né dans une famille juive originaire d'Ukraine il obtient un diplôme de littérature à l'Université de Copenhague. De 1990 à 1996 il est le correspondant à Moscou du journal Berlingske Tidende. Entre 1996 et 1999 il est le correspondant du même journal à Washington, D.C.. En 1999 il devient le correspondant à Moscou du journal Jyllands-Posten et en 2005 il est nommé éditeur de la section culturelle de ce journal. Il est à l'origine de la crise internationale des caricatures de Mahomet. Il est proche de Daniel Pipes et du milieu néoconservateur américain. Après le scandale provoqué par la publication des caricatures, il décide de s'enfuir des Pays-Bas et de rejoindre les États-Unis.

## Ouvrages
- Katastrofen der udeblev (traduit en anglais sous le titre : The Disaster that did not Happen), édité par Gyldendal, 1998.
- Velfærdsstaten tur/retur - efter socialdemokratismens sammenbrud (traduit en anglais sous le titre : The Rise and Fall of the Welfare-state - after the Collapse of Social-Democracy), édité par Gyldendal, 2005
- Amerikanske stemmer, édité par Jyllands-Postens Forlag, 2006.
- Tavshedens Tyranni, 2010, traduit en anglais sous le titre : Tyranny of Silence, édité par Cato Institute, 2014